# 339 av. J.-C.
Cette page concerne l'année 339 av. J.-C. du calendrier julien proleptique.

## Événements
- Printemps : 
  - Expédition d’Athènes en Chersonèse. Philippe II de Macédoine lève le siège de Byzance et de Périnthe[1].
  - Affaire d’Amphissa : au conseil des amphictyons de Delphes, les Locriens d’Amphissa proposent une motion condamnant Athènes à une amende de 50 talents pour avoir mis en offrande des boucliers d’or sur les murs du nouveau temple avant sa consécration et avoir placé l’inscription : « Les Athéniens, sur les dépouilles des Mèdes et des Thébains lorsqu’ils combattaient contre les Grecs ». L’envoyé d’Athènes Eschine réplique en dénonçant l’usurpation de la terre sacrée par les Locriens d’Amphissa. Il convainc les hiéromnémons (envoyés des cités) et une expédition punitive est organisée contre Amphissa le lendemain, mais repoussée par les Amphissiens. On décide alors qu’une session extraordinaire se réunira en été aux Thermopyles pour voter la guerre sacrée[2].
- 10 juillet (30 mai du calendrier romain) : début à Rome du consulat de Tiberius Aemilius Mamercinus et Quintus Publilius Philo[3]. 
  - Guerres latines : victoire romaine sur les Latins aux Campi Fenectani, dont la localisation n'est pas connue[4]. Aemilius échoue à prendre la ville révoltée de Pedum[5].
  - Le consul Publilius Philo se voit attribuer le triomphe à Rome. L’apprenant, son collègue Aemilius abandonne le siège de Pedum pour réclamer lui aussi le triomphe, ce qui lui est refusé par le Sénat. Devant sa conduite séditieuse, le Sénat demande aux consuls de choisir un dictateur. Aemilius désigne son collègue plébéien Quintus Publilius Philo. Celui-ci publie une série de trois lois favorables à la plèbe, les Leges Publiliae Philonis[3].
- Été : 
  - Victoire de Philippe sur le roi des Scythes Ateas près des bouches du Danube[6]. Au retour, son armée est harcelée par les Triballes, peuple établi entre l'Hémus et le Danube en Thrace septentrionale, encore insoumis. Philippe lui-même est blessé à la jambe et doit rentrer à Pella pour sa convalescence[2].
  - La session amphictyonique exceptionnelle, sans Athènes ni Thèbes, vote la quatrième guerre sacrée[2]. Campagne du Thessalien Cottyphos contre Amphissa. Les Amphissiens, condamnés à payer une amende, refusent de l’acquitter[1].
  - Prise de Nikaia (en), forteresse qui contrôle les Thermopyles, par les Thébains[2].
- Automne : 
  - Philippe II est choisi par le conseil des amphictyons pour diriger la guerre sacrée après l’échec de Cottyphos. Il contourne les Thermopyles par les cols d'Oeta, traite avec les Phocidiens, envoie quelques troupes à Amphissa mais marche avec le gros de l’armée sur la forteresse d’Élatée, en Phocide orientale (novembre). Athènes et Thèbes, directement menacées, s’allient contre Philippe à l’instigation de Démosthène[1]. À Athènes, la loi sur le versement des excédents budgétaires est abrogée sur la proposition de ce dernier : le transfert de ces excédents passe de la caisse du theôrikón au profit de la caisse militaire, le stratiôtikon[7].

- Le philosophe Xénocrate prend la direction de l’Académie à Athènes. Il tente de concilier la théorie platonicienne des Idées et le pythagorisme[8].
- En Chine, le royaume de Wei creuse un canal dans la région de l’actuelle Kaifeng[9].

## Décès
- Speusippe.
- Ateas, roi des Scythes, à l'embouchure du Danube.